# Brian Dabul
Brian Dabul (Buenos Aires, 24 de Fevereiro de 1984) é um tenista profissional argentino. 
Dabul em simples já chegou ao N. 82, em duplas de N. 79, onde possui um título ATP.

## Finais do ATP World Tour

### Duplas: 1 (1)
Títulos (1)
| Legend                          |
| Grand Slam (0)                  |
| ATP World Tour Finals (0)       |
| ATP World Tour Masters 1000 (0) |
| ATP World Tour 500 (0)          |
| ATP World Tour 250 (1)          |

| N.º | Data              | Torneio             | Piso   | Parceiro     | Oponentes na final               | Placar   |
| 1.  | Fevereiro 7, 2009 | Viña del Mar, Chile | Saibro | Pablo Cuevas | Frantisek Cermak Michal Mertinak | 6–3, 6–3 |